# 皮蒂利亚斯
皮蒂利亚斯（西班牙語：Pitillas）是西班牙纳瓦拉的一个市镇。总面积42平方公里，总人口541人（2001年），人口密度13人/平方公里。